# Aeroporto di Catania-Fontanarossa
Luchthaven Catania-Fontanarossa (Italiaans: Aeroporto di Catania-Fontanarossa) (IATA: CTA, ICAO: LICC) is gevestigd in het zuiden van Catania, de op een na grootste stad op het Italiaanse eiland Sicilië. Het is de drukste luchthaven op Sicilië en de op vijf na drukste luchthaven in Italië met 5.396.380 passagiers in 2006.

## Banen
De luchthaven heeft 1 start- en landingsbaan met een lengte van 2438 meter.